# Den grønne Bille
Den grønne Bille er en dansk stumfilm fra 1918, der er instrueret af Martinius Nielsen efter manuskript af Aage Barfoed.

## Handling
Om en hemmelig forbryderbandes lyssky gerninger, men også om to unges kærlighed og deres lykkelige forening.

## Medvirkende
- Carl Hillebrandt - Barritz, med i smuglerbande og ingeniør
- Thorleif Lund - Horne, toldembedsmand og direktør
- Frederik Jacobsen - Sarp, direktør for skibsværft
- Henry Seemann - Hedworth, Sarps søn
- Gudrun Houlberg - Violet, Hornes datter
- Herman Haalboom - Jack, pladsforvalter
- Alfred Osmund
- Hans Dynesen